# The Time is Now
Albums de Charles Aznavour
Believe in Me !
(1958) His Love Songs in English
(1965)
The Time is Now est le 2e album studio de Charles Aznavour en anglais. Il sort en 1962.
Cet album a été édité en stéréo en 1962 sous l'étiquette Mercury. Il a ensuite été réédité en 1963 sous le titre Pour vous, mesdames au Royaume-Uni, sous l'étiquette London Globe, où la chanson I Know I'm Wrong remplace Les comédiens. Cette réédition comporte également un réenregistrement du titre Sarah. L'édition canadienne de l'album parue sous l'étiquette Barclay contient en plus de ces deux réenregistrements, une nouvelle version de You've Let Yourself Go. L'album mono original a été réédité pour le téléchargement numérique en 2015 sous l'étiquette Stage Door.

## Liste des chansons
Les douze pistes de cet album sont :
| 1. | You've let yourself go (Tu t'laisses aller) | Charles Aznavour, Adapt. Marcel Stellman                        | 03:41 |
| 2. | Two guitars (Les deux guitares)             | Charles Aznavour, Adapt. Marcel Stellman                        | 03:35 |
| 3. | You've got to learn (Il faut savoir)        | Charles Aznavour, Adapt. Marcel Stellman                        | 02:39 |
| 4. | The boss is dead (Monsieur est mort)        | Bernard Dimey / Charles Aznavour, Adapt. Marcel Stellman        | 03:02 |
| 5. | March of the angels (La marche des anges)   | Charles Aznavour / G. Friedrich Haendel, Adapt. Marcel Stellman | 01:58 |
| 6. | The comedians                               |                                                                 | 02:33 |

| 7.  | The time is now (Sa jeunesse)                        | Charles Aznavour, Adapt. Bud McCreery                     | 03:05 |
| 8.  | The travelin' man (The prodigal) (L'enfant prodigue) | Jacques Plante / Charles Aznavour, Adapt. Marcel Stellman | 01:52 |
| 9.  | Tomorrow is my turn (L'amour c'est comme un jour)    | Yves Stéphane / Charles Aznavour, Adapt. Marcel Stellman  | 03:42 |
| 10. | Like strangers (Comme des étrangers)                 | Charles Aznavour, Adapt. Marcel Stellman                  | 02:35 |
| 11. | Sarah (Version anglaise)                             | Jacques Plante / Charles Aznavour, Adapt. Marcel Stellman | 02:39 |
| 12. | The bellringer (Le carillonneur)                     | Bernard Dimey / Charles Aznavour, Adapt. Marcel Stellman  | 03:12 |